# Numer ratunkowy nad wodą
Numer ratunkowy 601 100 100 – podstawa zintegrowanego systemu ratownictwa nad wodą. Jest on dostępny z telefonów w sieciach komórkowych i stacjonarnych. Połączenia obsługuje sześć całodobowych Centrów Koordynacji Ratownictwa Wodnego: w Sopocie (główne CKRM), Szczecinie, Giżycku, Legionowie, Kruszwicy i Suwałkach. Dzięki funkcjonowaniu centrów koordynacji, numer ratunkowy nad wodą działa na obszarze całej Polski, ponieważ każde z CKRM obsługuje województwo na terenie którego jest zlokalizowane, a ponadto CKRM w Sopocie przyjmuje zgłoszenia z pozostałej części kraju.